# Jiří Kroupa
Jiří Kroupa (* 9. října 1951 Brno) je český historik umění zabývající se dějinami architektury raného novověku, který působí na Semináři dějin umění v Brně.

## Život
Po absolvování Střední všeobecné vzdělávací školy v Brně–Králově Poli (1967–1970) pokračoval ve studiu na Filozofické fakultě Masarykovy univerzity, které dokončil roku 1975. V roce 1976 získal titul PhDr. za obhajobu práce Dietrichsteinové v 18. století. Studie o pozdně feudálním panství v době krize robotně nevolnického systému. Pracoval nejdříve jako odborný pracovník v Muzeu Kroměřížska v Kroměříži (1976–1978) a poté v Moravské galerii v Brně (1978–1987) jako kurátor grafické sbírky. Od roku 1988 pracoval jako odborný asistent na FF MU. V roce 1995 se habilitoval a získal titul docent. Dne 15. října 1999 byl prezidentem Václavem Havlem jmenován profesorem. Je předsedou České společnosti pro výzkum 18. století.

## Publikace
- Alchymie štěstí : pozdní osvícenství a moravská společnost 1770–1810. Brno ; Kroměříž : Muzejní a vlastivědná společnost ; Muzeum Kroměřížska, 1987. 317 s. 2. vyd. Brno : ERA, 2006. 328 s. ISBN 80-7366-063-6.
- Umělci, objednavatelé a styl : studie z dějin umění. Brno : Barrister & Principal : Filozofická fakulta Masarykovy univerzity – Seminář dějin umění, 2006. 399 s. ISBN 80-7364-036-8.
- Benediktinský klášter v Rajhradě : klášter, klášterní knihovna, památník písemnictví na Moravě = Benediktinerkloster in Raigern/Rajhrad : Kloster, Klosterbibliothek, Denkmal des Schrifttums in Mähren. Předklášteří : Muzeum Brněnska, 2006. 48 s. ISBN 80-254-1430-2. (spoluautoři Jaroslav Vobr a Vojen Drlík).
- Metody dějin umění : metodologie dějin umění 2. Brno : Masarykova univerzita, 2010. 343 s. ISBN 978-80-210-5315-1.